# استان حوض غربی
استان حوض غربی (به عربی: ولایة الحوض الغربی) یکی از استان‌های کشور موریتانی است. استان حوض غربی ۵۳٬۴۰۰ کیلومتر مربع مساحت و ۲۹۴٬۱۰۹ نفر جمعیت دارد.